# 233 (nombre)
Cet article concerne le nombre 233. Pour l'année, voir 233.
233 (deux cent trente-trois) est l'entier naturel qui suit 232 et qui précède 234.

## En mathématiques
deux cent trente-trois est :
- un nombre premier,
- un nombre premier irrégulier,
- un nombre premier long,
- un nombre premier cousin avec 229,
- un nombre premier sexy avec 227 et avec 239,
- un nombre premier de Chen,
- un nombre premier d'Eisenstein de la forme 3n - 1 avec aucune partie imaginaire,
- un nombre premier de Sophie Germain car 233 × 2 + 1 = 467, un autre nombre premier,
- le 13e terme de la suite de Fibonacci, comme somme de 89 et 144,
- un nombre de Markov,
- un auto nombre.

## Dans d'autres domaines
deux cent trente-trois est aussi :
- Années historiques : -233, 233